# Cambarus doughertyensis
Cambarus doughertyensis е вид десетоного от семейство Cambaridae.

## Разпространение и местообитание
Видът е разпространен в САЩ (Джорджия).
Обитава сладководни басейни и реки.